# Thomas Beaufort, I duca di Exeter
Thomas Beaufort, I duca di Exeter (Angiò, gennaio 1377 – Greenwich, 31 dicembre 1426), è stato uno degli ufficiali inglesi in servizio durante la guerra dei cent'anni e, per breve tempo, anche Lord cancelliere d'Inghilterra.
Thomas era il terzogenito dei quattro figli illegittimi che Giovanni Plantageneto, I duca di Lancaster, ebbe dall'amante Katherine Swynford. La situazione di illegittimità in cui nacquero lui e i suoi fratelli venne appianata due volte, la prima nel 1390, attraverso un regio decreto e nel 1396 con le nozze dei suoi genitori. Thomas si sposò con Margaret Neville di Hornby da cui ebbe un unico figlio, Henry Beaufort, che morì giovane.

## La vita
Nel 1400 il fratellastro di Thomas, Enrico di Bolingbroke detronizzò il cugino Riccardo II d'Inghilterra e salì al trono con il nome di Enrico IV d'Inghilterra e fece investire Thomas con la nomina a cavaliere dell'Ordine della Giarrettiera. Negli anni seguenti l'ascesa del fratellastro egli detenne diversi incarichi di tipo militare, connestabile per la cittadina di Ludlow (1402), ammiraglio della flotta nella parte settentrionale del paese (1403) e capitano della città di Calais (1407. In questo decennio la sua azione più degna di nota fu il comando delle forze armate che spezzò una ribellione insorta nel 1405. Il 31 gennaio 1410 Thomas venne nominato Lord cancelliere e detenne questa carica fino al 5 gennaio 1412, periodo nel quale Enrico fu alle prese con delle controversie sorte con il clero, dopo la fine del suo mandato Thomas tornò ad occuparsi di faccende di stampo militare e nello stesso anno venne creato Conte di Dorset.
Nel 1413 al trono ascese il nipote Enrico V d'Inghilterra e Thomas venne nominato, nello stesso anno, luogotenente d'Aquitania, mentre nel 1415 gli venne conferita la carica di capitano di Harfleur, gli anni seguenti Thomas li passò in Normandia essendo stato nominato luogotenente per quella regione e nel 1416 venne creato Duca di Exeter.
Thomas tornò in Inghilterra nel 1417, in quel periodo Enrico era in Normandia, ma doveva anche fronteggiare alcuni problemi con gli scozzesi. Nel 1418 Thomas tornò in Francia con un ingente contingente e prese parte agli assedi di Évreux, Ivry e Rouen. Quest'ultima città cadde nel 1419 ed egli venne nominato capitano della città stessa riuscendo a conquistare molte piccole cittadine della zona. Sempre nello stesso anno riuscì a far cadere la fortezza di Château Gaillard, dopo un assedio durato sei mesi, che si trovava a metà strada fra Rouen e Parigi.
In quel periodo Enrico decise di creare titoli normanni per i propri nobili e così Thomas venne creato conte di Harcourt nel 1418. Nel 1420 egli contribuì a stendere il Trattato di Troyes e l'anno seguente venne catturato alla Battaglia di Baugé, mentre suo nipote, e fratello del re, Tommaso, venne ucciso. Thomas era stato nominato fra gli esecutori testamentari del re e alla sua morte, nel 1422, riuscì a tornare in patria dove divenne parte del concilio che regnò per il giovanissimo Enrico VI d'Inghilterra. Thomas morì il 31 dicembre 1426.

## Ascendenza
|                                            |   |                        | Genitori               |  |  | Nonni |  |  | Bisnonni                 |  |  | Trisnonni               |  |
|                                            |   |                        |                        |  |  |       |  |  | Edoardo II d'Inghilterra |  |  | Edoardo I d'Inghilterra |  |
|                                            |   |                        |                        |  |  |       |  |  | Edoardo II d'Inghilterra |  |  | Edoardo I d'Inghilterra |  |
|                                            |   | Eleonora di Castiglia  |                        |  |  |       |  |  | Edoardo II d'Inghilterra |  |  |                         |  |
| Edoardo III d'Inghilterra                  |   |                        |                        |  |  |       |  |  | Edoardo II d'Inghilterra |  |  |                         |  |
|                                            |   | Isabella di Francia    | Filippo IV di Francia  |  |  |       |  |  |                          |  |  |                         |  |
|                                            |   | Isabella di Francia    | Filippo IV di Francia  |  |  |       |  |  |                          |  |  |                         |  |
|                                            |   | Isabella di Francia    | Giovanna I di Navarra  |  |  |       |  |  |                          |  |  |                         |  |
| Giovanni Plantageneto, I duca di Lancaster |   | Isabella di Francia    |                        |  |  |       |  |  |                          |  |  |                         |  |
|                                            |   | Guglielmo I di Hainaut | Giovanni I di Hainaut  |  |  |       |  |  |                          |  |  |                         |  |
|                                            |   | Guglielmo I di Hainaut | Giovanni I di Hainaut  |  |  |       |  |  |                          |  |  |                         |  |
|                                            |   | Guglielmo I di Hainaut | Filippa di Lussemburgo |  |  |       |  |  |                          |  |  |                         |  |
| Filippa di Hainaut                         |   | Guglielmo I di Hainaut |                        |  |  |       |  |  |                          |  |  |                         |  |
|                                            |   | Giovanna di Valois     | Carlo di Valois        |  |  |       |  |  |                          |  |  |                         |  |
|                                            |   | Giovanna di Valois     | Carlo di Valois        |  |  |       |  |  |                          |  |  |                         |  |
|                                            |   | Giovanna di Valois     | Margherita d'Angiò     |  |  |       |  |  |                          |  |  |                         |  |
| Thomas Beaufort                            |   | Giovanna di Valois     |                        |  |  |       |  |  |                          |  |  |                         |  |
|                                            | … | …                      |                        |  |  |       |  |  |                          |  |  |                         |  |
|                                            | … | …                      |                        |  |  |       |  |  |                          |  |  |                         |  |
|                                            | … | …                      |                        |  |  |       |  |  |                          |  |  |                         |  |
| Payne De Roet                              | … |                        |                        |  |  |       |  |  |                          |  |  |                         |  |
|                                            |   | …                      | …                      |  |  |       |  |  |                          |  |  |                         |  |
|                                            |   | …                      | …                      |  |  |       |  |  |                          |  |  |                         |  |
|                                            |   | …                      | …                      |  |  |       |  |  |                          |  |  |                         |  |
| Katherine Swynford                         |   | …                      |                        |  |  |       |  |  |                          |  |  |                         |  |
|                                            |   | …                      | …                      |  |  |       |  |  |                          |  |  |                         |  |
|                                            |   | …                      | …                      |  |  |       |  |  |                          |  |  |                         |  |
|                                            |   | …                      | …                      |  |  |       |  |  |                          |  |  |                         |  |
| …                                          |   | …                      |                        |  |  |       |  |  |                          |  |  |                         |  |
|                                            |   | …                      | …                      |  |  |       |  |  |                          |  |  |                         |  |
|                                            |   | …                      | …                      |  |  |       |  |  |                          |  |  |                         |  |
|                                            |   | …                      | …                      |  |  |       |  |  |                          |  |  |                         |  |
|                                            |   | …                      |                        |  |  |       |  |  |                          |  |  |                         |  |